# Tabanus attenuis
Tabanus attenuis är en tvåvingeart som beskrevs av Philip 1959. Tabanus attenuis ingår i släktet Tabanus och familjen bromsar. Inga underarter finns listade i Catalogue of Life.